# Bankeryds Basket
Bankeryds Basket är en basketklubb i Bankeryd i Sverige. Klubben bildades 1981 av Anders "Pliggen" Johansson.
Både herr- och damlagen har spelat flera säsonger i division 1, den näst högsta divisionen under Svenska basketligan på herrsidan och Damligan på damsidan. Herrlaget går säsongen 17/18 upp i division 1. 
Bankeryds Basket är framgångsrik på ungdomssidan. Många lag har vunnit både nationella och internationella framgångar[källa behövs]. 
Klubben har fostrat en lång rad flera spelare som har blivit antagna till riksbasketgymnasiet på Sanda i Huskvarna och också flera spelare som har spelat i Basketligan.